# 襄阳耆旧记
襄阳耆旧记又名襄陽耆舊傳、襄陽記，共有五卷，是東晉習鑿齒編寫的一本襄陽志書，範圍涵蓋周朝至晉朝的襄陽歷史、人物、地理等各種事物。元明時期該書已不完整。現存版本有清朝乾隆年間任兆麟的《心齋十種》收錄的《襄阳耆旧记》刻本三卷、《五朝小說》中收錄的《襄阳耆旧记》一卷本和1987年出版的黃惠賢的《校補襄阳耆旧记》。